# Thomas Joseph Duggin
Thomas Joseph Duggin (* 1936) ist ein ehemaliger britischer Diplomat.
Von 1992 bis 1995 war Duggin High Commissioner in Vanuatu. 
Von 2001 bis 2004 war er britischer Botschafter in Kolumbien.
Sir Thomas Duggin ist unabhängiger Rat bei der britisch kolumbianischen Handelskammer.